# Cyathea bradei
Cyathea bradei là một loài thực vật có mạch trong họ Cyatheaceae. Loài này được (P.G. Windisch) Lellinger mô tả khoa học đầu tiên năm 1984.